# K7리그 광양
K7리그 광양(K7 League Gwangyang)은 전라남도 광양시에서 진행되는 대한민국의 축구 대회이다.

## 역사
2017년에 '디비전7 광양시 리그'라는 이름으로 시작되었다. 2017년 시즌에 단일 권역으로 6개 선수단이 참가했다. 2017년 시즌에 70분(전·후반 각 35분) 경기로 진행되었다.

## 시즌별 결과
| 시즌   | 권역 | 선수단 | 우승           | 준우승       | 승격 | 비고 |
| ------ | ---- | ------ | -------------- | ------------ | ---- | ---- |
| 2017년 | 1개  | 6팀    | 광양 섬진강 FC | 광양 등대 FC | 없음 |      |

## 같이 보기
- K7리그